# Eliud Kipchoge
Eliud Kipchoge (Kapsisiywa, 5 de noviembre de 1984) es un deportista keniano que compite en atletismo, especialista en las carreras de fondo y en la maratón. Es bicampeón olímpico en maratón en los años 2016 y 2020 y campeón mundial de 5000 metros en 2003.
Participó en cinco Juegos Olímpicos de Verano, obteniendo en total cuatro medallas: bronce en Atenas 2004 (5000 m), plata en Pekín 2008 (5000 m), oro en Río de Janeiro 2016 (maratón) y oro en Tokio 2020 (maratón).
Ganó dos medallas en el Campeonato Mundial de Atletismo, oro en 2003 y plata en 2007, y una medalla de bronce en el Campeonato Mundial de Atletismo en Pista Cubierta de 2006.
Obtuvo 11 victorias en los Grandes Maratones: Chicago (2014), Londres (2015, 2016, 2018 y 2019), Berlín (2015, 2017, 2018, 2022 y 2023) y Tokio (2022).
Tuvo el récord del mundo de maratón desde 2018 hasta 2023. El 25 de septiembre de 2022 consiguió su mejor marca (2:01:09) en la Maratón de Berlín, que fue el récord hasta que Kelvin Kiptum lo superó en octubre de 2023.
Fue elegido Atleta del año de World Athletics en 2018 y 2019.

## Biografía
Kipchoge nació el 5 de noviembre de 1984 en Kapsisiywa, condado de Nandi, Kenia. Se graduó de la Escuela Secundaria Kaptel en el condado de Nandi en 1999, teniendo que correr tres kilómetros (2 millas) cada día para ir a clase. Kipchoge fue criado por una madre soltera (una maestra) y solo conocía a su padre por las fotos. Es el menor de cuatro hijos. Conoció a su entrenador Patrick Sang (antiguo medallista olímpico en el steeplechase) en 2001 a la edad de 16 años.
Kipchoge vive con su esposa y tres hijos en Eldoret, Kenia.
En 2023 fue galardonado con el Premio Princesa de Asturias de los Deportes.

### Carrera

#### Temporada 2002-2004
En 2002, ganó en las pruebas de Kenia para la carrera junior del Campeonato Mundial de Cross Country de la IAAF de 2002. En el Campeonato Mundial de Cross Country, celebrado en Dublín, Kipchoge terminó quinto en la carrera individual y formó parte del equipo junior de Kenia que ganó el oro. Kipchoge también ganó la carrera de 5000 metros en la prueba de Kenia para el Campeonato Mundial Junior de Atletismo de 2002, pero se enfermó y se perdió los campeonatos. En el Campeonato Mundial de Cross Country de la IAAF de 2003, ganó la carrera junior.
Constó un récord mundial junior en los 5000 m en los Juegos Bislett de 2003, con un tiempo de 12:52.61 minutos. Esto se mantuvo como el récord mundial y juvenil africano hasta 2012, cuando Hagos Gebrhiwet de Etiopía lo mejoró a 12:47.53 minutos.
Kipchoge ganó una medalla de oro en la final de 5000 m en el Campeonato Mundial de 2003 en París, superando al subcampeón Hicham El Guerrouj, el poseedor del récord mundial en los 1500 metros y millas, por cuatro centésimas de segundo en 12:52.79.
En julio, participó en la Reunión de Roma de la Liga de Oro de 2004. En el evento de 5000 m, se sumergió primero entre los titulares con 12:46.53, lo que lo convirtió en el sexto más rápido de la historia en el evento.
En 2004, Kipchoge ganó una medalla de bronce en la final de 5000 m en los Juegos Olímpicos de Atenas de 2004, detrás de El Guerrouj y Kenenisa Bekele. También ganó la carrera de cross country Trofeo Alasport a principios de esa temporada.

#### Temporada 2006
Kipchoge ganó el bronce en los 3000 metros bajo techo en el Campeonato Mundial de 2006 en Moscú.
Al final del año, Kipchoge ganó la carrera de 10 km de la víspera de Año Nuevo de San Silvestre Vallecana en un tiempo de 26:54 minutos, que superó su propio récord de recorrido en 40 segundos. Esta vez también fue mejor que el récord mundial de pista de 10K en ese momento, pero se corrió en un curso cuesta abajo.
Kipchoge (tercero desde la derecha) durante el heat de 5000 m en el Campeonato Mundial de 2007 en Osaka. Ganó una medalla de plata en la final.

#### Temporada 2007
Kipchoge ganó una medalla de plata en la final de 5000 m del Campeonato Mundial de 2007 en Osaka en 13:46.00, detrás de Bernard Lagat (13:45.87).

#### Temporada 2008
Durante los Juegos Olímpicos de 2008 celebrados en Pekín, China, Kipchoge ganó una medalla de plata en el evento de 5000 m con un tiempo de 13:02.80; aunque mejor que el récord olímpico anterior de 13:05.59, no fue suficiente para igualar el ritmo de Kenenisa Bekele, que ganó la medalla de oro por esta carrera.[En el circuito, ganó el Great Yorkshire Run 10K y Campaccio Cross Country ese año.

#### Temporada 2009
No pudo llegar al podio en el Campeonato Mundial de Atletismo de 2009, terminando en quinto lugar. También terminó noveno en los 3000 m en la Final Mundial de Atletismo de la IAAF de 2009.

#### Temporada 2010-2011
Hizo su debut en la Liga de Diamantes de la IAAF 2010 al ganar el Super Gran Premio Atl Atlético de Catar de 5000 m en un tiempo récord de encuentro.
Kipchoge luego entró en el Carlsbad 5000 en CA, EE. UU. La carrera por carretera de 5 km de Carlsbad es el lugar de los mejores tiempos del mundo para una carrera por carretera de 5 km para hombres y mujeres, respectivamente. El más rápido en cubrir la pista fue Sammy Kipketer en 2000, con 12:59.52 min. Kipchoge hizo el mejor intento del mundo y, aunque ganó la carrera, el clima afectó sus posibilidades y terminó en 13:11, el cuarto más rápido de la historia para el curso hasta ese momento.
En la primera final de atletismo de los Juegos de la Commonwealth de 2010, intentó ganar el título de 5000 m de la Commonwealth. El corredor ugandés Moses Kipsiro tuvo una delgada ventaja sobre él en las etapas finales de la carrera y Kipchoge terminó en segundo lugar, llevando la medalla de plata unos setecientos segundos por detrás.[Voló de regreso a Europa inmediatamente después para participar en la Carrera de Belgrado a través de la Historia al día siguiente. Su zapato se cayó en el primer kilómetro y, después de volver a ponérsela, ganó mucho terreno en el campo para finalmente ocupar el segundo lugar dos segundos por detrás de Josphat Menjo.
A principios de 2011, ganó la carrera corta en el Great Edinburgh Cross Country, por delante de Asbel Kiprop. Intentó retener su título en el Carlsbad 5000 en abril, pero quedó un segundo detrás de Dejen Gebremeskel. En mayo corrió los 3000 metros (terminó tercero) en Doha, con un tiempo de 7:27.66 y lo clasificó como el duodécimo más rápido a la distancia hasta este momento.[Kipchoge fue elegido para representar a Kenia en el Campeonato Mundial de Atletismo de 2011 y alcanzó la final de 5000 m por quinta vez consecutiva, aunque solo logró el séptimo lugar en esta ocasión.

#### Temporada 2012
Kipchoge regresó al Edinburgh Cross Country en 2012, pero esta vez terminó tercero detrás de Asbel Kiprop y el británico Jonathan Hay.También fue tercero en el Carlsbad 5000 en marzo. Intentó ganar un lugar en el equipo olímpico de 10.000 m en el Prefontaine Classic, pero retrocedieron en las últimas etapas de la carrera de prueba de Kenia, terminando séptimo. Un séptimo lugar en la carrera de prueba de 5000 m de Kenia significó que no formaría un tercer equipo olímpico consecutivo.
Hizo su debut en la media maratón en la media maratón de Lille.La carrera fue ganada por un nuevo tiempo récord de curso de 59:05 (anteriormente 59:36 por ilahun Regassa establecido en 2008) por Ezekiel Chebii (antiguo pb 59:22), seguido por Bernard Koech 59:10, y Kipchoge ganó un tercer lugar con 59:25. Su tiempo de 59:25 se convirtió en el segundo debut más rápido de la Media Maratón, solo superado por detrás de los 59:20 de Moses Mosop en Milán en 2010.
El 6 de octubre de 2012, Kipchoge se celebró en el Campeonato Mundial de Media Maratón de la IAAF 2012 en Kavarna, Bulgaria. Zsersenay Tadese de Eritrea ganó en 1:00:19 y Kipchoge quedó sexto en 1:01:52.

#### Temporada 2013
Wilson Kipsang (frente) y Kipchoge (detrás) corriendo en el Maratón de Berlín de 2013, en el que Kipsang estableció el récord mundial con 2:03:23 y Kipchoge, corriendo en su segundo maratón, terminó segundo, 42 segundos después.
Kipchoge abrió su temporada 2013 con una victoria en el Media Maratón de Barcelona en un tiempo de una hora y cuatro segundos.[Haciendo su debut en la maratón en abril, demostró una transición suave a la distancia más larga al ganar el título de la Maratón de Hamburgo con una carrera de 2:05:30 horas, superando el campo por más de dos minutos y estableciendo un nuevo récord de pista.[En agosto de 2013, ganó la Media Maratón de Klagenfurt en 1:01:02 minutos.
Luego, corrió en la Maratón de Berlín y terminó segundo en 2:04:05, el quinto tiempo más rápido de la historia, en su segundo maratón de la historia,detrás de Wilson Kipsang, que estableció un nuevo récord mundial de maratón con 2:03:23. El tercer lugar fue para Geoffrey Kamworor de Kenia con 2:06:26.Este fue uno de los 11 récords mundiales desde 1977 establecido en la Maratón de Berlín (a partir de 2019).

#### Temporada 2015
El 2 de febrero de 2015, Kipchoge participó en el Medio Maratón de Ras al-Khaimah. Se quedó sexto con un tiempo de 1:00:50. La carrera fue ganada por Mosinet Geremew (Etiopía) a la 1:00:05.Corrió 2:04:42 para ganar la Maratón de Londres en abril. Kipchoge también ganó la Maratón de Berlín a finales de año. Su victoria y el tiempo más largo personal (2:04:00) ocurrieron a pesar de que sus zapatos funcionaron mal, lo que hizo que sus plantillas se retiraran de ambos zapatos a 10 km en adelante; en lugar de arriesgar el tiempo perdido por un ajuste, terminó la carrera con los pies ensangrentados y con ampollas.

#### Temporada 2016
En abril de 2016, Kipchoge ganó el Maratón de Londres por segundo año consecutivo en un tiempo de 2:03:05.Su actuación rompió el récord de campo en Londres, y se convirtió en el segundo tiempo de maratón más rápido de la historia, perdiendo el récord mundial de Dennis Kimetto en 8 segundos.
- Juegos Olímpicos de Río

Como favorito de antes de la carrera, durante los Juegos Olímpicos de Verano de 2016, Kipchoge ganó una medalla de oro en el evento maratón.En el último día de los Juegos Olímpicos de Río el 21 de agosto de 2016 ganó en un tiempo de 2:08:44. El subcampeón fue Feyisa Lilesa (Etiopía) 2:09:54 y la medalla de bronce fue para Galen Rupp (EE. UU.), haciendo su segunda maratón, cruzando la línea de meta en 2:10:05. Cuando se alcanzó el punto medio después de 21,1.0975 km, 37 hombres estaban a menos de 10 segundos del corredor principal. El campo de los participantes disminuyó a 3 corredores principales poco antes de 34 km. Kipchoge hizo su último movimiento con el ganador de la medalla de plata Lilesa a unos 36 km de la carrera. Cubrió la primera mitad de la carrera en 1:05:55 mientras hacía la segunda mitad en 1:02:49, lo que equivale a una diferencia de más de 3 minutos, una división negativa.[La brecha ganadora entre Kipchoge y Lilesa por 70 segundos fue el mayor margen de victoria desde la maratón olímpica de 1972.[El tiempo de victoria de Kipchoge de 2:08:44 es su tiempo de maratón más lento (a partir de agosto de 2021). Ciento cincuenta y cinco corredores comenzaron la carrera, que ascendió al campo más grande de la historia olímpica; 140 de ellos terminaron la carrera. Con esta victoria, Kipchoge se convirtió en el segundo hombre keniano después de Sammy Wanjiru en Beijing 2008 en ganar una medalla de oro de maratón olímpico. En los mismos Juegos Olímpicos, Jemima Sumgong ganó la maratón femenina, a su vez se convirtió en la primera mujer ganadora de Kenia.
El 20 de noviembre de 2016, Kipchoge corrió en el Media Maratón de Airtel Delhi, ganando la carrera con un tiempo de 59:44.

#### Temporada 2017
El 6 de mayo, Kipchoge, junto con Zersenay Tadese (entonces poseedor del récord mundial en la media maratón) y Lelisa Desisa (a su vez ganador de la maratón de Boston), intentó la primera maratón asistida de menos de dos horas, en el proyecto Nike Breaking2 en el hipódromo de Fórmula 1 de Monza cerca de Milán, Italia. Los 3 corredores hicieron una prueba 2 meses antes del intento. El tiempo objetivo era de 1 hora para una media maratón. Kipchoge terminó primero en 59:17. El curso se midió a 2400 m por vuelta.[Durante el intento de 2 horas, los corredores fueron pasados por un coche líder y 30 pasadores de apoyo que se unieron en etapas (ambos considerados ilegales bajo las reglas de la IAAF). La carrera comenzó a las 5:45 hora local en la pista de 2,4 km. Kipchoge terminó a las 2:00:25, mientras que los otros dos tuvieron que ir más despacio y terminaron muy por detrás.Los corredores planearon incluso 14:13 5k divisiones para romper 2 horas. Sus divisiones de 5k fueron: 14:14, 14:07, 14:13, 14:15, 14:14, 14:17, 14:17, 14:27 y 6:20 para terminar.[Los tiempos divididos de 5k de 25k y más serían récords mundiales: 25k en 1:11:03, 30k en 1:25:20, 35k en 1:39:37, 40k en 1:54:04.
El 24 de septiembre, ganó el Maratón de Berlín en un tiempo de 2:03:32.En condiciones de lluvia, terminó 14 segundos por delante de Guye Adola, que corrió su primer maratón, y estableció el debut de maratón más rápido de la historia. El ex poseedor del récord mundial de maratón Wilson Kipsang y el ganador de 2016 Kenenisa Bekele no lograron terminar.

#### Temporada 2018
Kipchoge ganó el Maratón de Londres contra un campo que incluía a Mo Farah, Kenenisa Bekele y el campeón defensor Daniel Wanjiru.

## Palmarés internacional
| Juegos Olímpicos                     | Juegos Olímpicos        | Juegos Olímpicos  | Juegos Olímpicos |
| Año                                  | Lugar                   | Medalla           | Prueba           |
| ------------------------------------ | ----------------------- | ----------------- | ---------------- |
| 2004                                 | Atenas (Grecia)         | Medalla de bronce | 5000 m           |
| 2008                                 | Pekín (China)           | Medalla de plata  | 5000 m           |
| 2016                                 | Río de Janeiro (Brasil) | Medalla de oro    | Maratón          |
| 2020                                 | Tokio (Japón)           | Medalla de oro    | Maratón          |
| Campeonato Mundial                   |                         |                   |                  |
| Año                                  | Lugar                   | Medalla           | Prueba           |
| 2003                                 | París (Francia)         | Medalla de oro    | 5000 m           |
| 2007                                 | Osaka (Japón)           | Medalla de plata  | 5000 m           |
| Campeonato Mundial en Pista Cubierta |                         |                   |                  |
| Año                                  | Lugar                   | Medalla           | Prueba           |
| 2006                                 | Moscú (Rusia)           | Medalla de bronce | 3000 m           |

## Resultados internacionales
Resultados en campeonatos internacionales oficiales y pruebas incluidas en las World Marathon Majors.
| Fecha                    | Competencia                          | Distancia | Lugar          | Puesto            | Tiempo   | Nota           |
| ------------------------ | ------------------------------------ | --------- | -------------- | ----------------- | -------- | -------------- |
| 30 de marzo de 2003      | Campeonato Mundial de Campo a Través | Sub-20    | Lausana        | Medalla de oro    | 22:47    |                |
| 31 de agosto de 2003     | Campeonato del Mundo                 | 5000 m    | París          | Medalla de oro    | 12:52,79 |                |
| 28 de agosto de 2004     | Juegos Olímpicos                     | 5000 m    | Atenas         | Medalla de bronce | 13:15,10 |                |
| 23 de agosto de 2008     | Juegos Olímpicos                     | 5000 m    | Pekín          | Medalla de plata  | 13:02,80 |                |
| 29 de septiembre de 2013 | Maratón de Berlín                    | Maratón   | Berlín         | Medalla de plata  | 2:04:05  |                |
| 12 de octubre de 2014    | Maratón de Chicago                   | Maratón   | Chicago        | Medalla de oro    | 2:04:11  |                |
| 26 de abril de 2015      | Maratón de Londres                   | Maratón   | Londres        | Medalla de oro    | 2:04:42  |                |
| 27 de septiembre de 2015 | Maratón de Berlín                    | Maratón   | Berlín         | Medalla de oro    | 2:04:00  |                |
| 24 de abril de 2016      | Maratón de Londres                   | Maratón   | Londres        | Medalla de oro    | 2:03:05  | [ n 1 ]        |
| 21 de agosto de 2016     | Juegos Olímpicos                     | Maratón   | Río de Janeiro | Medalla de oro    | 2:08:44  |                |
| 24 de septiembre de 2017 | Maratón de Berlín                    | Maratón   | Berlín         | Medalla de oro    | 2:03:32  |                |
| 22 de abril de 2018      | Maratón de Londres                   | Maratón   | Londres        | Medalla de oro    | 2:04:17  |                |
| 16 de septiembre de 2018 | Maratón de Berlín                    | Maratón   | Berlín         | Medalla de oro    | 2:01:39  | [ n 2 ]        |
| 28 de abril de 2019      | Maratón de Londres                   | Maratón   | Londres        | Medalla de oro    | 2:02:37  |                |
| 4 de octubre de 2020     | Maratón de Londres                   | Maratón   | Londres        | 8.º               | 2:06:49  |                |
| 8 de agosto de 2021      | Juegos Olímpicos                     | Maratón   | Sapporo        | Medalla de oro    | 2:08:38  |                |
| 25 de septiembre de 2022 | Maratón de Berlín                    | Maratón   | Berlín         | Medalla de oro    | 2:01:09  | Récord mundial |
| 16 de abril de 2023      | Maratón de Boston                    | Maratón   | Boston         | 6.º               | 2:09:23  |                |
| 24 de septiembre de 2023 | Maratón de Berlín                    | Maratón   | Berlín         | Medalla de oro    | 2:02:42  |                |

1. ↑  En el transcurso de esta prueba, batió la mejor marca mundial de los 30 km en ruta (1:27:13).
2. ↑  En el transcurso de esta prueba, batió la mejor marca mundial de los 30 km en ruta (1:26:45).

## Reconocimientos
- Premio Princesa de Asturias de los Deportes (2023)[25]